# 游藤卫矛
游藤卫矛（学名：Euonymus vagans）为卫矛科卫矛属的植物。分布在尼泊尔、印度、锡金以及中国大陆的云南、西藏等地，生长于海拔1,400米至3,000米的地区，一般生于山地沟谷丛林中，目前尚未由人工引种栽培。

## 别名
石宝茶藤（西藏植物志）

## 异名
- Euonymus vagans Wall. ex Roxb. ssp. macrophyllus Kanz.